# Wieszczyce (województwo kujawsko-pomorskie)
Wieszczyce – osada w Polsce położona w województwie kujawsko-pomorskim, w powiecie tucholskim, w gminie Kęsowo przy drodze wojewódzkiej nr 241.
W latach 1975–1998 miejscowość administracyjnie należała do województwa bydgoskiego. Według Narodowego Spisu Powszechnego (III 2011 r.) liczyła 347 mieszkańców. Jest piątą co do wielkości miejscowością gminy Kęsowo.